# Distrikt Vice
Der Distrikt Vice liegt in der Provinz Sechura der Region Piura in Nordwest-Peru. Der Distrikt wurde am 15. Juni 1920 gegründet. Er hat eine Fläche von 324,62 km². Beim Zensus 2017 lebten 15.630 Einwohner im Distrikt. Im Jahr 1993 betrug die Einwohnerzahl 10.145, im Jahr 2007 12.719. Verwaltungssitz ist die 15 m hoch gelegene Kleinstadt Vice mit 5972 Einwohnern (Stand 2017). Vice liegt westlich des nach Süden verlaufenden Río Sechura, 16 km nordnordöstlich der Provinzhauptstadt Sechura. Die Straßenverbindung von Sechura zur Regionshauptstadt Piura verläuft durch den Distrikt und passiert den Hauptort Vice. An der Mündung des Río Sechura befindet sich die Ökoregion Manglares de San Pedro de Vice.

## Geographische Lage
Der Distrikt Vice liegt an der Pazifikküste im Nordwesten der Provinz Sechura. Im Süden befindet sich die Mündung des Río Sechura. Der Distrikt besitzt einen etwa 22 km langen Küstenabschnitt am Pazifischen Ozean. In der Nähe des Río Sechura im Osten des Distrikts wird bewässerte Landwirtschaft betrieben. Ansonsten ist die Landschaft gekennzeichnet durch die Küstenwüste von Nordwest-Peru.
Der Distrikt Vice grenzt im Nordwesten an den Distrikt Paita, im Norden an den Distrikt La Unión, im Osten an die Distrikte Bellavista de la Unión und Rinconada Llícuar sowie im Südosten an den Distrikt Sechura.

## Orte im Distrikt
Neben Vice gibt es folgende größere Orte im Distrikt:
- Becara (4067 Einwohner)
- Letira (4584 Einwohner)